# Karel Amadeus van Savoye-Nemours
Karel Amadeus van Savoye, hertog van Nemours (Parijs, 12 april 1624 — aldaar, 30 juli 1652) was van 1641 tot aan zijn dood hertog van Genève, hertog van Nemours en hertog van Aumale. Hij behoorde tot het Huis Savoye.

## Levensloop
Karel Amadeus was de derde zoon van hertog Hendrik I van Savoye-Nemours en hertogin Anna van Aumale. In 1641 volgde hij zijn oudere broer Lodewijk op als hertog van Genève, Nemours en Aumale.
In 1645 trad hij toe tot het Leger van Vlaanderen. Hij nam deel aan verschillende militaire expedities in de Dertigjarige Oorlog, zoals de inname van Mardijk en Duinkerke. Ook commandeerde hij de zware cavalerie bij het beleg van Kortrijk. Na de Dertigjarige Oorlog speelde hij aan de zijde van de prinsen van den bloede een actieve rol in de La Fronde-opstand. 
In 1652 kreeg Karel Amadeus ruzie met zijn schoonbroer Frans van Vendôme, hertog van Beaufort. De ruzie ging om Elisabeth Angelique de Montmorency-Bouteville, de hertogin van Châtillon, op wie beide heren verliefd waren. De twee daagden elkaar uit voor een duel, waarbij Karel Amadeus op 28-jarige leeftijd gedood werd. Omdat hij geen mannelijke nakomelingen had, volgde zijn jongere broer Hendrik II hem op.

## Huwelijk en nakomelingen
Op 11 juli 1643 huwde hij met Elisabeth de Bourbon (1614-1664), dochter van hertog Caesar van Vendôme. Ze kregen vijf kinderen:
1. Maria Johanna van Savoye (1644-1724), huwde in 1665 met hertog Karel Emanuel II van Savoye
2. Maria Francisca van Savoye (1646-1683), huwde eerst in 1666 met koning Alfons VI van Portugal en daarna in 1668 met koning Peter II van Portugal
3. Jozef van Savoye (1649-1649)
4. Frans van Savoye (1650-1650)
5. Karel Amadeus van Savoye (1651-1651)